# Thief (videogioco 2014)
Thief (conosciuto inizialmente come Thief 4) è un videogioco di genere stealth, sviluppato presso Eidos Montréal. È stato annunciato nel 2009 ed è stato pubblicato da Square Enix; l'uscita in Europa è avvenuta il 28 febbraio 2014 per Microsoft Windows, PlayStation 4, Xbox One, PlayStation 3 e Xbox 360, 10 anni dopo il suo predecessore Thief: Deadly Shadows, il terzo capitolo. Il 24 novembre 2015 Feral Interactive ha distribuito la versione per macOS.
Il gioco fu inizialmente annunciato con il nome Thief 4, ma venne ufficialmente rivelato nel marzo 2013 solo come Thief attraverso il numero del mese di Game Informer perché è il reboot della serie di videogiochi Thief.

## Trama
L'ambientazione del gioco è la stessa dei titoli precedenti: una immaginaria metropoli tentacolare e malfamata chiamata solamente "la Città", in cui scenari medievaleggianti si mischiano a tecnologie dell'era vittoriana e magia. Il protagonista giocabile è nuovamente Garrett, un famigerato ladro e scassinatore, soprannominato "Ladro Supremo" (in originale "Master Thief"). Salvo alcuni riferimenti, la trama è scollegata da quella dei tre titoli precedenti. Il passato di Garrett, che nel primo Thief veniva detto essere un ex-accolito della Confraternita Custode, qui sembra essere un altro, e la sua abilità visiva (il "focus"), che nel secondo e terzo Thief era attribuita ad un occhio meccanico, qui invece è provocata da un contatto con l'energia mistica della Pietra Primeva.
Nel prologo, che costituisce anche il tutoriale, Garrett e la sua giovane allieva Erin ricevono una commissione dal ricettatore Basso: rubare la leggendaria Pietra Primeva dal palazzo del barone Elias Northcrest, il governante della Città. Prossimi all'obiettivo, i due ladri assistono a come Northcrest e la sua setta di tecnocrati celebrano un rituale magico con la Pietra Primeva. Garrett vorrebbe ritirarsi, Erin si ribella, vengono attirate le guardie e nel parapiglia che segue i due precipitano proprio in mezzo al rituale. Garrett perde i sensi.
Il protagonista si risveglia solo un anno dopo. Erin è apparentemente morta. In Città intanto si è diffusa una misteriosa epidemia, che le guardie del barone cercano di arginare imponendo delle rigide quarantene. Nel generale malcontento si è originato un movimento di ribellione, gli "Eletti". Garrett viene ricontattato da Basso, che gli affida un nuovo incarico (più altri, che il giocatore può svolgere più avanti facoltativamente): rubare un anello dal cadavere di un nobile inviato all'officina per essere cremato. Ivi Garrett rincontra il capitano della soldataglia del barone, il "Generale Cacciatore" (in originale: "Thief-Taker General"), che aveva cercato di acciuffarlo durante il tentato furto della Pietra Primeva ed è rimasto azzoppato da allora. Sfuggito col bottino, Garrett viene presentato da Basso al committente del furto: Orion, il capo del movimento ribelle degli Eletti. Orion conferisce al ladro un secondo incarico: recuperare un libro misterioso disperso da qualche parte nei sotterranei sotto un bordello. Sul luogo Garrett ha una visione, dalla quale arguisce che Erin potrebbe essere ancora viva e trovarsi in un posto chiamato clinica di Moira. Completata la missione, il ladro viene raggiunto nel suo covo dalla morente Jenivere, la gazza addomesticata di Basso; corre alla bottega del ricettatore e vi trova Orion, che gli riferisce che Basso è stato arrestato dal Generale Cacciatore. Intanto gli Eletti passano all'attacco. Garrett approfitta del caos per intrufolarsi nella Rocca e liberare Basso dalla prigione. Coglie anche l'occasione per aprire l'enorme cassaforte segreta del barone, ove trova un frammento della Pietra Primeva. Un'altra visione gli conferma che Erin è ancora viva, ma posseduta dall'energia mistica della Pietra.
Alla ricerca di Erin, Garrett si introduce nella spettrale clinica di Moira, un manicomio abbandonato, popolato da strane creature, che sembrano uomini mutati. Il ladro scopre che Erin, piombando in mezzo al rituale della setta di tecnocrati un anni prima, ha assorbito il potere della Pietra Primeva. Il barone Northcrest l'aveva tenuta prigioniera alla clinica e tentato invano di estrarle quel potere. Non essendo la ragazza più lì, Garrett torna al palazzo del barone per interrogarlo. Mentre anche gli Eletti penetrano nel maniero, il ladro affronta Northcrest nel suo salone. Il vecchio gli spiega che il suo intento era utilizzare il potere della Primeva per il progresso, a beneficio della Città, ma che Erin, interrompendo il rito, ha spaccato la Pietra e assorbito la sua energia; ciò ha infranto gli equilibri mistici che governano la Città, causando l'epidemia. Rivela inoltre che Orion è in realtà suo fratello Aldous, ex-adepto della sua setta, e che le commissioni conferite a Garrett miravano ad impadronirsi della Primeva. Orion ha già da tempo messo le mani su Erin, l'unico pezzo mancante è un frammento di Primeva nell'occhio di Garrett, finito lì durante il tentato furto di un anno prima. Il ladro scappa dal maniero e raggiunge la sua informante, l'enigmatica "Regina dei mendicanti", che gli spiega che se la Primeva non verrà riunita, l'intera Città perirà. Orion vorrebbe usare il potere in Erin per curare gli appestati, non accorgendosi che il corpo umano non lo tollera e fa mutare le persone in mostri. Garrett lo rintraccia in una cattedrale e cerca di farlo ragionare, ma lui afferra Erin e scappa, mentre il ladro si imbatte per l'ultima volta nel Generale Cacciatore (che può essere ucciso o aggirato a scelta del giocatore).
Garrett insegue Orion sulla sua nave, la Luce dell'Alba, in costruzione al cantiere del porto. Il potere della Pietra Primeva in Erin improvvisamente prende vita, uccide Orion e si scatena contro Garrett. Il ladro e la ragazza si inseguono a vicenda attraverso la nave, ormai infestata dai mutanti, finché Garrett non riesce ad impadronirsi di tutti i frammenti della Primeva, la ricostruisce e prosciuga l'energia in Erin. Segue una colluttazione e la ragazza precipita fuori bordo, ma Garrett, poco prima di perdere i sensi, le lancia dietro il suo rampino. Risvegliatosi, Garrett trova la Città finalmente rischiarata e pacificata e il rampino accanto a sé con una serie di impronte sul pavimento, lasciando intendere che Erin si sia salvata.

## Modalità di gioco
Il giocatore controlla Garrett, maestro nell'arte del furto; esattamente come nei precedenti episodi della serie, è necessario avanzare con cautela cercando di non farsi scoprire tra i nemici presenti nella zona, evitandoli oppure stordendoli furtivamente e cercando di fare il meno rumore possibile.
I giocatori hanno a disposizione molti passaggi e approcci per superare i livelli di gioco, l'ambiente deve essere usato a proprio vantaggio e vi è la possibilità di rubare direttamente dalle tasche delle persone, azione punibile con la morte se sarete sorpresi dalle guardie.
Esiste la possibilità di entrare nella modalità "Focus", la quale fornirà dei vantaggi: migliora la vista di Garrett mettendo in evidenza tubi che possono essere scalati e candele che possono essere messe fuori uso per rendere la zona più scura; il tempo rallenta, rendendo più facile il borseggio; permette inoltre di compiere attacchi debilitanti. Focus può essere perfezionata nel corso del gioco.
Garrett dispone di un manganello, per stordire le guardie, un arco pieghevole, che può essere usato durante i combattimenti o per scopi non letali come distrarre le guardie o neutralizzando le fonti di luce, e infine degli artigli.
Al termine delle missioni è possibile spendere le monete guadagnate per acquistare rifornimenti e equipaggiamento.

## Sviluppo
Il primo annuncio del quarto capitolo della serie risale al 2009, sviluppato da Eidos Montréal, che ha già dato vita a Deus Ex: Human Revolution e ha curato la modalità multigiocatore di Tomb Raider.
Inizialmente, il team di sviluppo era di dimensioni molto ridotte e il gioco rimase in fase di ideazione per lungo tempo, durante il quale vi furono numerose sperimentazioni e accorgimenti di design. Si è pensato di rendere Thief un gioco in terza persona, di cambiare protagonista, di inserire il parkour e delle scalate degli edifici come avviene nella serie di Assassin's Creed.
Col tempo lo studio si allargò e quello che sarebbe diventato Thief cominciò a delinearsi. Venne inoltre annunciato che il motore grafico utilizzato sarebbe stato l'Unreal Engine 3.
Il 28 marzo dello stesso anno viene pubblicato un teaser trailer, dalla durata di circa 28 secondi, alla fine del quale viene rivelata la data in cui verrà pubblicato il primo trailer ufficiale: il 2 aprile.
Il 2 aprile viene quindi pubblicato il primo trailer ufficiale del gioco, completamente in versione cinematografica.
L'8 giugno, in occasione dell'E3 2013, è stato diffuso il secondo trailer ufficiale, nuovamente cinematografico.
Il 11 giugno vengono pubblicate 4 immagini di nuove ambientazioni e altro nella città del gioco.
Il 12 giugno vengono diffusi 6 artwork, raffiguranti altre nuove ambientazioni, che mostrano lo stile steampunk presente con influssi molto dark e vittoriani.

## Accoglienza
Pur riscontrando un buon successo e molti elogi dal punto di vista del comparto grafico e del gameplay, il titolo ha subito numerose critiche, soprattutto dal punto di vista della cura dei dettagli, dell'intelligenza artificiale non sempre all'altezza e della mancanza di innovazione rispetto ai precedenti capitoli.

{{Valutazioni videogioco/riga|InsideHardware.it|-|4/5
| Testata                        | Versione | Giudizio |
| ------------------------------ | -------- | -------- |
| Metacritic (media al 6-7-2024) | XONE     | 69/100   |
| Metacritic (media al 6-7-2024) | PS4      | 67/100   |
| Metacritic (media al 6-7-2024) | PC       | 70/100   |
| Multiplayer.it                 | -        | 8,3/10   |
| SpazioGames                    | -        | 8,0/10   |
| GamesRadar                     | -        | 3.5/5    |